# Vulkan (gud)
 For alternative betydninger, se Vulkan (flertydig). (Se også artikler, som begynder med Vulkan)
Vulkan (også kaldet Vulcanus eller Volcanus) var i romersk mytologi smedekunstens, ildens og vulkanernes gud. Han svarer til Hefaistos i græsk mytologi og i estruskisk religion til Sethlans. Guden blev fejret hvert år 23. august til Vulcanalia.
Vulkan hører til de tidligste romerske guddomme: Skribenten Varro nævner med reference til Annales maximi, at kong Titus Tatius skal have dedikeret altre til en række guddomme, herunder Vulkan.

## Etymologi
Oprindelsen til navnet er uklart. Ifølge romersk tradition var det knyttet til latinske ord for lyn (fulgur, fulgere, fulmen), som igen menes at have forbindelse til flammer. Denne opfattelse støttes af Walter William Skeat i hans etymologiske ordbog med betydningen lustre ("glød").
Der har været foreslået, at hans navn ikke var latin, men havde forbindelse til den kretensiske gud Velchanos, gud for naturen og den anden verden. Dette er dog tilbagevist af Wolfgang Meid som værende spekulativt. I nyere tid er denne etymologiske forbindelse igen taget op af Gérard Capdeville, der ser en kontinuitet mellem den kretiske minoiske Velchanos og den estruskiske Velchans. Den minoiske guds identitet skulle være en ung guddom, ildens mester og følgesvend til den Store Gudinde.
Christian-Joseph Guyonvarc'h har foreslået en sammenhæng til det irske navn Olcan. Vasilij Abaev sammenligner navnet med det ossetiske Wærgon, en variant af Kurdalægon, en smed i Nartsagnene. Idet navnet i sin normale form er fastslået og har en klar betydning ("kurd" = smed, "on" = af familien, "Alaeg" = navn på en Nart-familie), er denne forklaring afvist af Georges Dumézil.

## Tilbedelse
Den ældste helligdom for Vulkan i Rom, kaldet Volcanal, befandt sig ved foden af Kapitol i Forum Romanum og stammede efter overleveringen fra den tidlige periode i det romerske kongerige og blev opført på stedet af Titus Tatius, sabinsk medkonge, og stammer efter traditionen fra 8. århundrede f.Kr. Det var de etruskiske haruspices' opfattelse, at Vulkans tempel skulle ligge uden for byen, og at Volcanal oprindeligt lå på eller lige uden for byens afgrænsning (Pomerium), inden romerne udvidede, så Kapitol også kom med i Rom. Ved Vucanalia blev der ofret til Vulkan 23. august. Vulkan havde også et tempel på Marsmarken; det vides at have eksisteret i 214 f.Kr.
Romerne identificerede Vulkan med den græske smedegud Hefaistos. I lighed med sit græske modstykke blev Vulkan knyttet til brugen af ild i bearbejdningen af metal. Et brudstykke af en græsk krukke med Hefaistos afbildet er fundet ved Volcanal og dateres til 6. århundrede f.Kr., og det antyder, at de to guddomme allerede var forbundet på det tidspunkt. Vulkan havde dog en tættere forbindelse til ildens destruktive evner end Hefaistos, og en af de vigtigste grunde til at tilbede Vulkan var at opmuntre guden til at undgå skadelig ild.

## Guddom
Myten siger, at hans smedje lå under vulkanen Etna på Sicilien. Han var ifølge nogle myter søn af Jupiter og Juno samt gift med Venus og Maia.